# Pyrga (Famagosta)
Pyrga (in greco Πυργά?; in turco Pirhan) è un villaggio di Cipro. Esso è situato de iure nel distretto di Famagosta e de facto nel distretto di Gazimağusa. È de facto sotto il controllo di Cipro del Nord. Prima del 1974, Pyrga era un villaggio greco-cipriota. Adesso viene usato come base militare.
Pyrga nel 2011 aveva 56 abitanti.

## Geografia fisica
Esso è situato 22 km a ovest di Famagosta sull'autostrada Nicosia-Famagosta.

## Origini del nome
In greco antico Pyrga significa "terra rossa". Nel 1975 i turco-ciprioti hanno cambiato il nome in Pirhan. Il significato di questo nome è oscuro.

## Società

### Evoluzione demografica
Nel censimento ottomano del 1831, Pyrga era un villaggio misto, anche se abitato prevalentemente da cristiani (greco-ciprioti). Tuttavia, i registri dei censimenti del periodo britannico mostrano che il villaggio era abitato esclusivamente da greco-ciprioti, con solo una piccola minoranza di turco-ciprioti che compaiono nei registri per brevi periodi di tempo. Durante quest'ultimo periodo la popolazione del villaggio è aumentata costantemente, passando da 334 abitanti nel 1901 a 449 nel 1960.
Tutti gli abitanti del villaggio sono stati sfollati nel 1974, poiché nell'agosto di quell'anno fuggirono dall'esercito turco in avanzata verso la parte meridionale dell'isola. Attualmente, come il resto dei greco-ciprioti sfollati, gli abitanti di Pyrga sono sparsi in tutto il sud dell'isola, soprattutto nelle città. Il numero dei greco-ciprioti di Pyrga sfollati nel 1974 era di circa 450 (448 nel censimento del 1973).
Oggi il villaggio è utilizzato come campo militare.